# Cuatro dólares de venganza
Cuatro dólares de venganza (auch 4 dólares de venganza) ist ein im deutschen Sprachraum nicht gezeigter Italowestern aus dem Jahr 1965. Alfonso Balcázar produzierte und führte Regie, Robert Woods spielt die Hauptrolle.

## Handlung
Kurz nach dem Bürgerkrieg. Zur Militärgarnison von Hueco City gehören auch Lieutenant Roy Dexter und Barry Haller, die um die schöne Mercedes Spencer rivalisieren. Nach der Rückkehr von einem Auftrag beschließen die beiden Männer, die auch befreundet sind, Mercedes um eine Entscheidung zu bitten; deren Wahl fällt auf Roy Dexter.
Dexter muss jedoch bald darauf das Fort verlassen, um einen Goldtransport zu sichern. Barry verspricht, sich um Mercedes zu kümmern. Als das Gold gestohlen wird und die Soldaten angegriffen werden, wird Roy verwundet. Nach seiner Rückkehr und Gesundung bereitet er die Hochzeit mit Mercedes vor, wird er aber angeklagt, gemeinsame Sache mit den Banditen gemacht zu haben.
Roy kann nach erfolgter Verurteilung aus dem Gefängnis ausbrechen und unter falschem Namen in die Stadt zurückkommen. Er schleust sich in die Bande der Banditen ein und kann, mit Unterstützung des an seine Unschuld glaubenden Colonel Jackson, den Kopf hinter der Banditengruppe entlarven: Es handelt sich um Barry.

## Kritik
„Ein guter Robert Woods, der gegen alle Schwierigkeiten zu kämpfen hat in einer mit zahlreichen bekannten Western-Gesichtern gespickten aktionsreichen Handlung“, urteilt Tom Betts im ältesten Fanzine zum Genre, Westernsallitaliana.

## Bemerkungen
Im Filmvorspann wird Angelo Francesco Lavagnino als Komponist genannt; das Booklet zur CD-Veröffentlichung des Soundtracks berichtigt das. In Italien erschien der Film als 4 dollari di vendetta.
Die Filmmusik erschien auf CD; das im Film zu hörende Lied heißt „Let him go“.